# Клуб Атлетік Орадя
Спортивний клуб «1910 Орадя» (рум. Club Atletic Oradea 1910) — румунський футбольний клуб з Ораді, заснований у 1910 році. Виступає у Лізі IV. Домашні матчі приймає на стадіоні «Стадіонул Юліу Бодола», місткістю 18 000 глядачів.

## Досягнення
Румунія
- Ліга I
  - Чемпіон: 1948–49
  - Срібний призер: 1923–24, 1934–35
- Ліга II
  - Чемпіон: 1955, 1961–62
  - Срібний призер: 1938–39
- Кубок Румунії
  - Володар: 1956
  - Фіналіст: 1955.

Угорщина
- Чемпіонат Угорщини
  - Чемпіон: 1943–44
  - Срібний призер: 1942–43